# Hilary Paul Odili Okeke
Hilary Paul Odili Okeke (Utuh, Estado de Anambra, Nigéria, 21 de janeiro de 1947) é um ministro nigeriano e bispo católico romano emérito de Nnewi.
O Arcebispo de Onitsha, Francis Arinze, o ordenou sacerdote em 20 de abril de 1974, após sua formação teológica. Ele foi ativo no cuidado pastoral, inclusive como capelão em Roma e como pastor. Completou o doutorado em direito canônico na Pontifícia Universidade Urbaniana de Roma. Foi chefe e diretor do Departamento de Assuntos Escolares da Arquidiocese de Onitsha.
De 1991 a 1995 foi Professor de Direito Canônico no Instituto Católico da África Ocidental (CIWA) em Port Harcourt, Nigéria. Ele foi membro fundador, secretário e presidente de longa data da Sociedade de Direito Canônico da Nigéria. De 1997 a 2002 foi Vigário Geral em Onitsha.
Em 9 de novembro de 2001, o Papa João Paulo II o nomeou o primeiro bispo da diocese de Nnewi, que foi criada na mesma data. Foi ordenado bispo pelo Núncio Apostólico na Nigéria, Osvaldo Padilla, em 10 de fevereiro de 2002; Os co-consagradores foram Albert Kanene Obiefuna, Arcebispo de Onitsha, e John Olorunfemi Onaiyekan, Arcebispo de Abuja.
Pouco antes de atingir o limite de idade para os bispos, o Papa Francisco aceitou sua renúncia em 9 de novembro de 2021. Jonas Benson Okoye foi apontado como seu sucessor.
Ele mantém contatos próximos com Südoldenburg bem como com Sigharting na Áustria (Diocese de Linz).